# Ustilago
Ustilago é um género de fungos com cerca de 200 espécies de fungos parasitas causadores do "carvão" em espécies de Poaceae.
Existe uma grande comunidade de pesquisa que trabalha sobre o Ustilago maydis. A pesquisa sobre este organismo conduziu a uma melhor compreensão da genética subjacente ao auto-reconhecimento através da elucidação do sistema de acasalamento por tipos bem como de aspectos fundamentais da transdução de sinal e regulação de ciclos celulares.
O genoma de Ustilago maydis foi já sequenciado.